# Военный форштадт

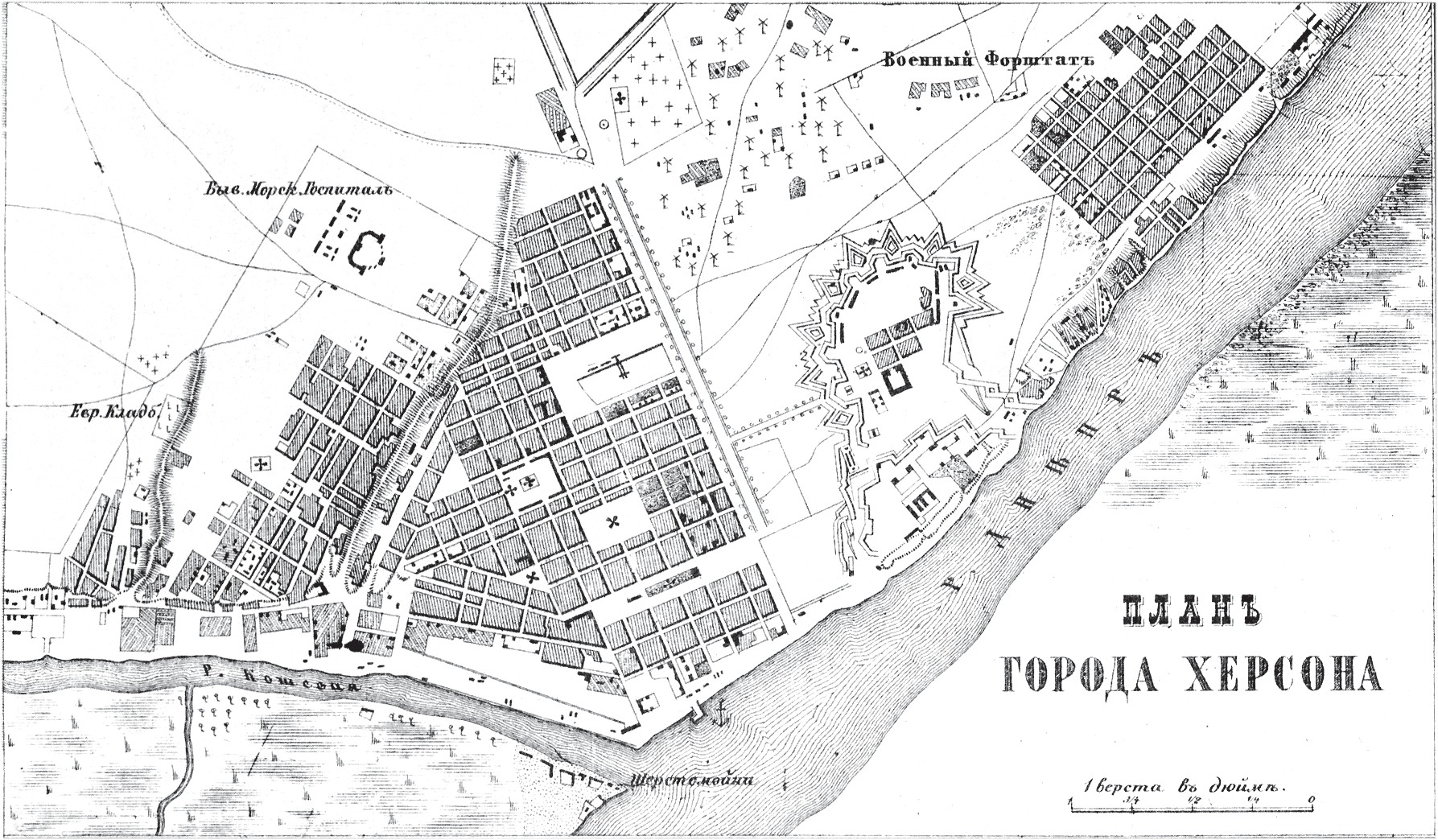
Военный форштадт на плане города Херсона 1876 года (расположен выше по течению Днепра к северо-востоку от города)

Военный форштадт (укр. Військовий форштадт; также «Военка», укр. «Воєнка») — старый пригород Херсона времён Российской империи, возникший одновременно с городом. Форштадт располагался к северо-востоку от Херсонской крепости и был предназначен для расселения отставных военных, размещения военных полков и строительных бригад. Старые кварталы Военного форштадта, построенные в конце XVIII века, имели такие же параметры, как и в центре города: 100 на 100 м, что свидетельствует о едином градостроительном плане. Современные границы Военного форштадта образуют парк Славы, парк Херсонская крепость и улицы Университетская и Черноморская.

## Основание

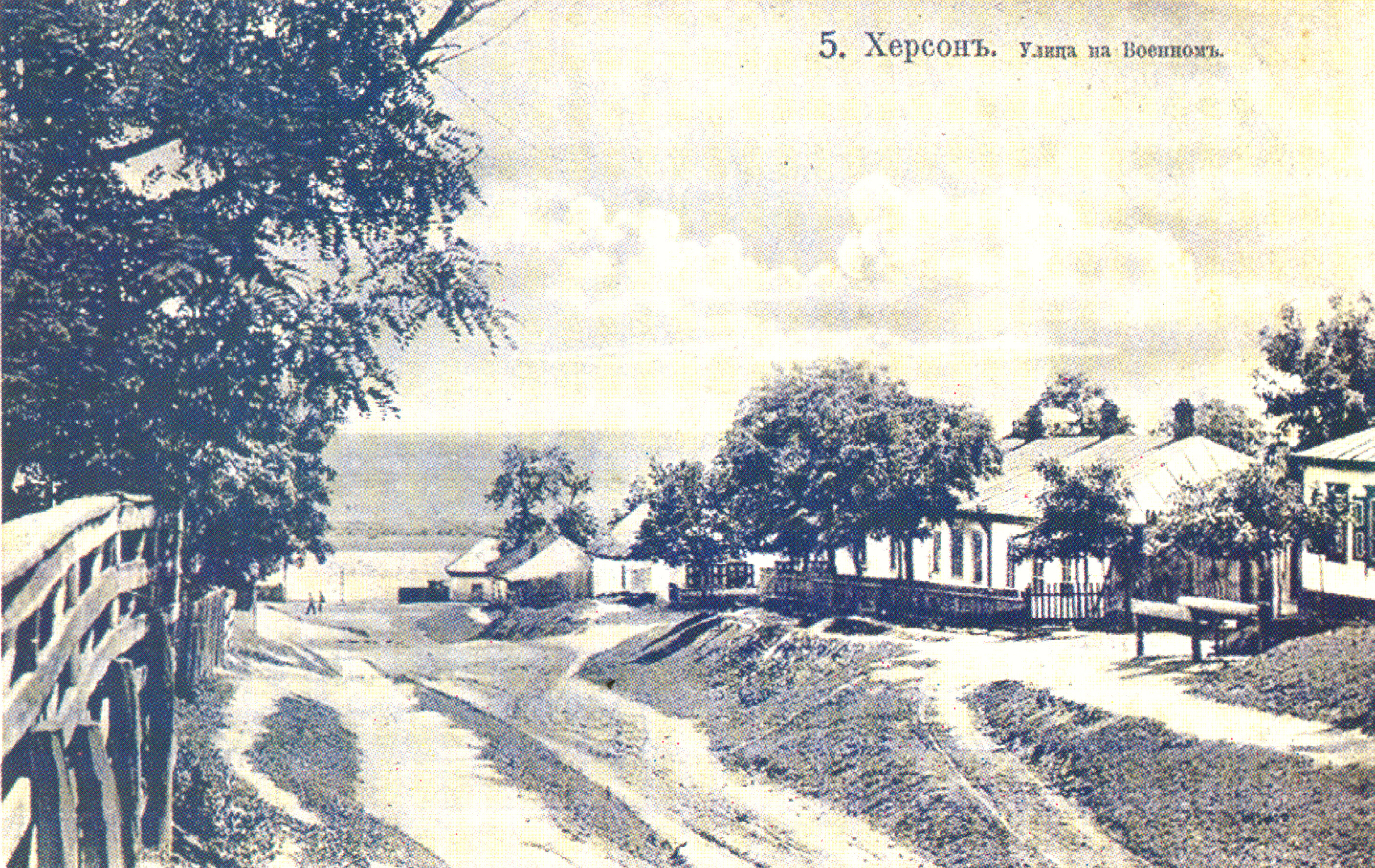
Улица на Военном форштадте, 1908 г.

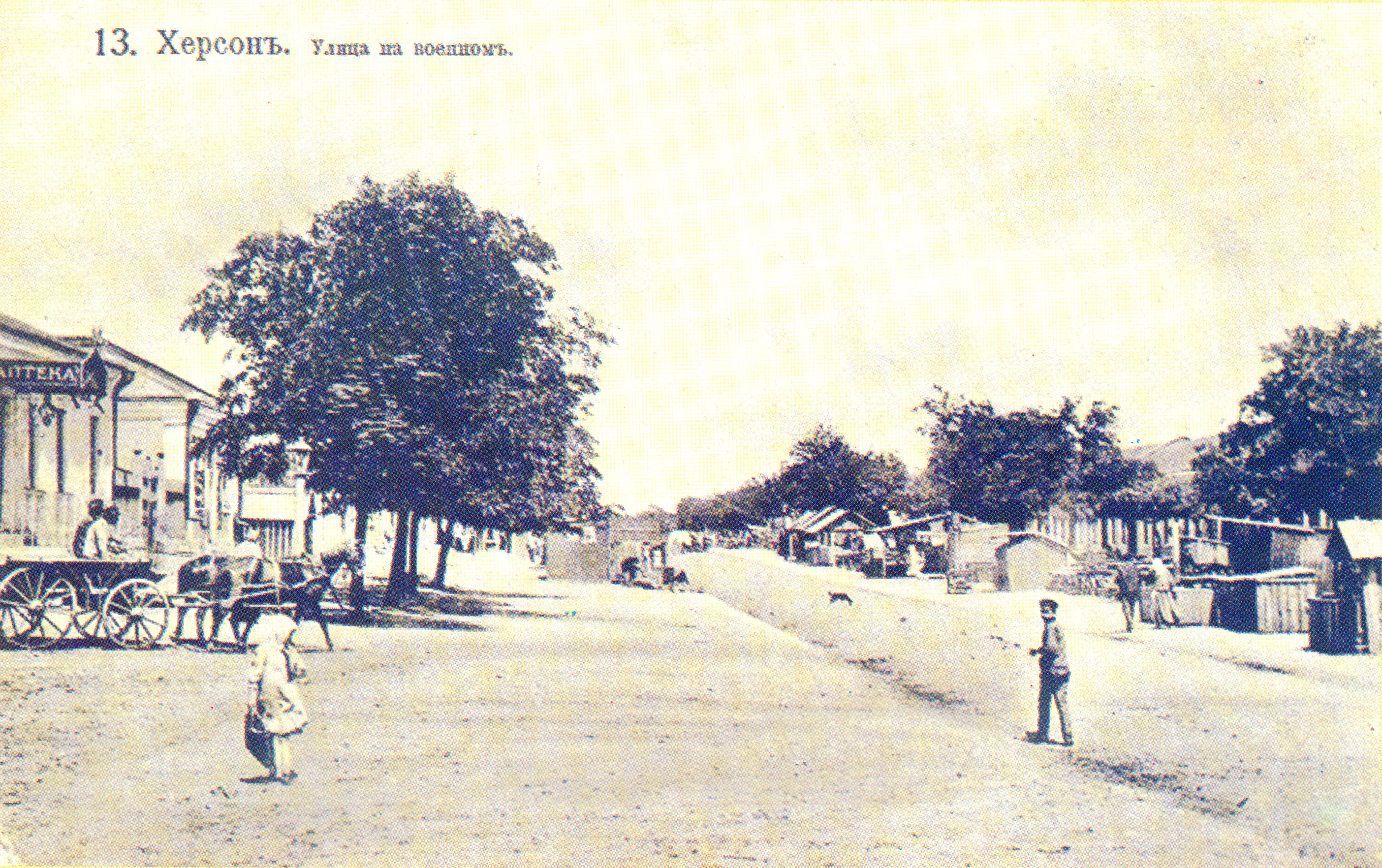
Улица на Военном форштадте, 1908 г. (нынешняя ул. Перекопская)

Первый камень будущего города-крепости заложил светлейший князь Потёмкин, который поселил здесь первых российских военных. Чтобы закрепить их на этой земле, князь издал указ:
Повелеваю каждому солдату выдать по гривеннику золотому. За эту монету царскую может он выбрать себе женщину любую – за жену свою. Расплатиться с родителями ее и строить дом на берегу Днепра, и жить с нею!

## Развитие
Губернатор Новороссийского края Григорий Александрович Потёмкин, руководящий строительством Херсона, отводил городу роль столицы Таврического края и хотел сделать его таким же цветущим и знаменитым как древний Херсонес Таврический. Строительство города шло по проекту, составленному в 1778 г., который постоянно корректировался. Основные постройки провели за 4 года. В рапорте от 1 мая 1784 г. в Петербург полковник Н. И. Корсаков писал, что город делится на три части: 1) Крепость, 2) Греческий форштадт, 3) Военный форштадт. Между валами крепости было размещено несколько ворот, из которых Московские соединяли Херсонскую крепость с Военным форштадтом, а Очаковские ворота с подъемным мостом вели через ров в купеческий город.

## Жизнь и быт
Из воспоминаний члена российской академии наук П. И. Сумаркова, посетившуго Херсон в 1799 г., тогдашний Военный форштадт занимал территорию в 5 кв. вёрст (примерно 5,3 км²) и насчитывал около тысячи домов. Улицы на военном Форштадте были чем-то похожи друг на друга — все они круто сходили вниз к Днепру. Домики были в основном покрыты камышом, привезенным на лодках из плавней на левом берегу Днепра. Однако были и крытые железом, а иногда — черепицей. Стены домов также часто делались из камыша и досок, обмазанных глиной, или из калипа — кирпичей собственного приготовления из глины с соломой. Также были дома, сложенные из бутового или пиленого камня. Деревянные ограды ограничивали владения рыбаков, мелких торговцев, ремесленников. Возле домов были вкопаны в землю деревянные лавки или лежали бревна. На них вечером сидели женщины и молодые люди, щелкали семечки, играли в карты и делились городскими новостями. Часто рядом на заборах висели сетки и рыбаки ремонтировали порванные участки, вязали новые сетки, обсуждая удачный или неудачный рыбный лов. Улицы были засыпаны слоем золы из печей и мелкими камнями, чтобы дождевые потоки их не размывали. Окна домов имели красивые деревянные ставни, которые закрывались на ночь и завинчивались изнутри. Здесь ещё не было электричества и дома освещали свечами или керосиновыми лампами. Дворы были засажены фруктовыми деревьями, а на улицах росли акации и клёны; отовсюду был виден Днепр и плавни.

## Национальный состав
На краю Военного Форштадта начали селиться евреи, открывавшие свои лавки для продажи товаров российским военным и чиновникам с семьями. На окраину форштадта также прикочевал и здесь же перешёл на оседлость цыганский табор: так возникла местная Цыганско-Монастырская слобода.

## Инфраструктура
- В пригороде действовала Синагога Военного форштадта с официальным числом прихожан 250 человек в начале XX века[3].